# 埃托利亞的亞歷山墨諾
亞歷山墨諾 （希臘語 Ἀλεξαμενός; ?—前192年），是埃托利亞同盟將領。
前192年，埃托利亞同盟派遣他援助斯巴達國王納比斯，但真正目的是奪取拉科尼亞。亞歷山墨諾幾乎完成他的目標，他殺了納比斯，但拉科尼亞人隨即群起反對他，最終導致亞歷山墨諾和他的部隊都都喪命。